# Deutschland-Canyon
Koordinaten: 71° 44′ S, 28° 22′ W
Der Deutschland-Canyon ist ein Tiefseegraben im Weddell-Meer vor der Luitpold-Küste des ostantarktischen Coatslands.
Benannt ist er nach der Deutschland, dem Schiff der Zweiten Deutschen Antarktisexpedition (1911–1912) unter der Leitung des Geophysikers Wilhelm Filchner (1877–1957).